# Campionato europeo femminile under 19 di pallavolo 2010
Il Campionato europeo femminile under 19 di pallavolo 2010 si è svolto dal 3 al 12 settembre 2010, a Niš e Zrenjanin, in Serbia. Al torneo hanno partecipato 12 squadre nazionali europee e la vittoria finale è andata per la sesta volta, la quarta consecutiva, all'Italia.

## Qualificazioni
Hanno partecipato al campionato europeo juniores la nazionale del paese ospitante, le prime tre squadre classificate al campionato europeo juniores 2008 e otto squadre provenienti dai gironi di qualificazioni.

## Gironi
| Girone A                                            | Girone B                                            |
| --------------------------------------------------- | --------------------------------------------------- |
| Belgio Paesi Bassi Rep. Ceca Russia Serbia Slovenia | Germania Italia Polonia Slovacchia Turchia Ungheria |

## Fase finale - Niš

### Finali 1º e 3º posto
|  | Semifinali | Semifinali | Semifinali |        |        | Finale 1º/2º posto | Finale 1º/2º posto | Finale 1º/2º posto |  |
|  |            |            |            |        |        |                    |                    |                    |  |
|  | Italia     | Italia     | 3          |        |        |                    |                    |                    |  |
|  | Italia     | Italia     | 3          |        |        |                    |                    |                    |  |
|  | Germania   | Germania   | 1          |        |        |                    |                    |                    |  |
|  | Germania   | Germania   | 1          |        | Italia | Italia             | 3                  |                    |  |
|  |            |            |            |        | Italia | Italia             | 3                  |                    |  |
|  |            |            | Serbia     | Serbia | 1      |                    |                    |                    |  |
|  | Serbia     | Serbia     | Serbia     | Serbia | 1      | 3                  |                    |                    |  |
|  | Serbia     | Serbia     |            |        |        | 3                  |                    |                    |  |
|  | Rep. Ceca  | Rep. Ceca  | 0          |        |        | Finale 3º/4º posto | Finale 3º/4º posto | Finale 3º/4º posto |  |
|  | Rep. Ceca  | Rep. Ceca  | 0          |        |        |                    |                    |                    |  |
|  |            |            |            |        |        |                    |                    |                    |  |
|  |            |            |            |        |        | Germania           | Germania           | 1                  |  |
|  |            |            |            |        |        | Germania           | Germania           | 1                  |  |
|  |            |            |            |        |        | Rep. Ceca          | Rep. Ceca          | 3                  |  |

### Finali 5º e 7º posto
|  | Semifinali | Semifinali | Semifinali |         |            | Finale 5º/6º posto | Finale 5º/6º posto | Finale 5º/6º posto |  |
|  |            |            |            |         |            |                    |                    |                    |  |
|  | Russia     | Russia     | 0          |         |            |                    |                    |                    |  |
|  | Russia     | Russia     | 0          |         |            |                    |                    |                    |  |
|  | Slovacchia | Slovacchia | 3          |         |            |                    |                    |                    |  |
|  | Slovacchia | Slovacchia | 3          |         | Slovacchia | Slovacchia         | 2                  |                    |  |
|  |            |            |            |         | Slovacchia | Slovacchia         | 2                  |                    |  |
|  |            |            | Turchia    | Turchia | 3          |                    |                    |                    |  |
|  | Slovenia   | Slovenia   | Turchia    | Turchia | 3          | 1                  |                    |                    |  |
|  | Slovenia   | Slovenia   |            |         |            | 1                  |                    |                    |  |
|  | Turchia    | Turchia    | 3          |         |            | Finale 7º/8º posto | Finale 7º/8º posto | Finale 7º/8º posto |  |
|  | Turchia    | Turchia    | 3          |         |            |                    |                    |                    |  |
|  |            |            |            |         |            |                    |                    |                    |  |
|  |            |            |            |         |            | Russia             | Russia             | 3                  |  |
|  |            |            |            |         |            | Russia             | Russia             | 3                  |  |
|  |            |            |            |         |            | Slovenia           | Slovenia           | 1                  |  |

## Podio

### Campione
Formazione: 1 Floriana Bertone, 4 Marika Bianchini, 5 Elena Gabrieli, 7 Giulia Pisani, 8 Laura Baggi, 10 Carolina Zardo, 11 Erica Vietti, 12 Letizia Camera, 13 Valentina Diouf, 14 Caterina Bosetti, 16 Chiara Scarabelli, 17 Silvia Lotti, CT: Marco Mencarelli

### Secondo posto
Formazione: 1 Sara Klisura, 2 Jadranka Budrović, 4 Ljubica Kecman, 5 Maja Savić, 7 Marija Mihajlović, 8 Liljana Ranković, 9 Danica Radenković, 10 Jelena Medarević, 11 Ana Bjelica, 12 Jovana Stevanović, 13 Mina Tomic, 14 Teodora Pušić, CT: Zoran Kovacić

### Terzo posto
Formazione: 2 Martina Michalíková, 3 Eva Hodanová, 4 Zuzana Mudrová, 6 Monika Šmídová, 7 Veronika Dostalová, 8 Pavla Vincourová, 9 Andrea Kossányiová, 10 Veroslava Maresová, 13 Klara Vyklická, 14 Kristyna Lindovská, 15 Marketa Teichmanová, 17 Barbora Gambová, CT: Aleš Novak

## Classifica finale
| Classifica | Squadre     | Qualificazione                                                       |
| ---------- | ----------- | -------------------------------------------------------------------- |
| Oro        | Italia      | Campionato mondiale juniores 2011 - Campionato europeo juniores 2012 |
| Argento    | Serbia      | Campionato europeo juniores 2012                                     |
| Bronzo     | Rep. Ceca   | Campionato europeo juniores 2012                                     |
| 4          | Germania    |                                                                      |
| 5          | Turchia     |                                                                      |
| 6          | Slovacchia  |                                                                      |
| 7          | Russia      |                                                                      |
| 8          | Slovenia    |                                                                      |
| 9          | Paesi Bassi |                                                                      |
| 10         | Polonia     |                                                                      |
| 11         | Belgio      |                                                                      |
| 12         | Ungheria    |                                                                      |